# Pimpla isidroi
Pimpla isidroi är en stekelart som beskrevs av Gauld, Ugalde och Paul E. Hanson 1998. Pimpla isidroi ingår i släktet Pimpla och familjen brokparasitsteklar. Inga underarter finns listade i Catalogue of Life.